# Shukri Ghanem
Shukri Mohammed Ghanem (árabe: شكري محمد إمحمد – غانم; octubre de 1942 - 29 de abril de 2012) fue un político libio, secretario general del Comité General del Pueblo (primer ministro) desde junio de 2003 hasta marzo de 2006 cuando, en la primera gran reorganización del gobierno en más de una década, fue reemplazado por su segundo, Baghdadi Mahmudi. Posteriormente, Ghanem ocupó el cargo de Ministro de Petróleo hasta 2011.
A principios de la guerra civil libia, supuestamente "huyó", pero después de que la ciudad de Ras Lanuf fuera reconquistada por fuerzas progubernamentales, AP informó el 13 de marzo que pidió ayuda a Eni para apagar un incendio en la refinería de Ras Lanuf. El 16 de mayo, Al Arabiya y el Consejo Nacional de Transición informaron que Shukri Ghanem desertó a Túnez. Al día siguiente, funcionarios de seguridad tunecinos lo confirmaron.
El 29 de abril de 2012, su cuerpo fue encontrado flotando en el río Danubio en Viena.